# Joaquín Mattalia
Joaquín Mattalia (Etruria, Córdoba, Argentina, 26 de abril de 1992) es un futbolista argentino. Juega de arquero en Unión Magdalena equipo de la Categoría Primera A. de Colombia.

## Clubes
| Club                    | País      | Año           | PJ | Goles |
| ----------------------- | --------- | ------------- | -- | ----- |
| Almirante Brown         | Argentina | 2016-2018     | 49 | 0     |
| Independiente Rivadavia | Argentina | 2018-2020     | 0  | 0     |
| Almirante Brown         | Argentina | 2020          | 6  | 0     |
| Sarmiento (Resistencia) | Argentina | 2020          | 0  | 0     |
| Chacarita               | Argentina | 2021          | 0  | 0     |
| Comunicaciones          | Argentina | 2021          | 0  | 0     |
| Chaco For Ever          | Argentina | 2022-presente | 1  | 0     |